# Azurkopftangare
Die Azurkopftangare (Stilpnia cyanicollis, Syn.: Tangara cyanicollis) ist eine im tropischen Südamerika beheimatete Vogelart aus der Familie der Tangaren (Thraupidae). Die Azurkopftangare gilt auf Grund des sehr großen Verbreitungsgebietes und des anscheinend stabilen Bestandes als nicht gefährdet.

## Merkmale
Azurkopftangaren erreichen eine Körperlänge von 13 cm und ein Gewicht von 17 g. Der Kopf ist fast gänzlich türkisblau und steht in starkem Kontrast zu der schwarzen Brust und dem schwarzen Mantel. Die Zügel sind schwarz, die Kehle gewöhnlich mehr dunkel violett. Der größtenteils violett-blaue Bauch ist zur Bauchmitte hin schwarz durchsetzt. Schultern und Bürzel sind strohgelb bis gelblich-grün. Die Federn der Flügel und die Steuerfedern sind gelblich-grün gesäumt und die Flügeldecken kupfer-gelb. Iris, Schnabel und Beine sind schwarz. Der Kopf der Weibchen ist weniger kräftig gefärbt, ansonsten ähneln sie den Männchen. Die Oberseite der Jungvögel ist überwiegend bräunlich-grau mit blass gelbem Bürzel und blasserer Unterseite.
Bei den Unterarten S. c. hannahiae und S. c. melanogaster ist der Bauch gänzlich schwarz. Der Bürzel von S. c. cyanopygia ist türkisblau. Das Gesicht von S. c. caeruleocephala ist indigoblau, Oberkopf und obere Ohrdecken sind blasser, Steiß und Unterschwanzdecken gräulich. S. e. cyanopygia hat einen blauen Bauch und blaue Flanken, Steiß und Unterschwanzdecken sind grün. S. c. granadensis ähnelt S. c. caeruleocephala, Bürzel und Schwanzdecken sind aber blassgrün. Die großen Flügeldecken sind schwarz und breit gelb gesäumt.

## Lebensraum und Lebensweise
Azurkopftangaren sieht man gewöhnlich einzeln, in Paaren und in Gruppen von drei bis vier Individuen an Waldrändern und in Gebieten mit wenig Baumbestand, jedoch nicht im Innern von Wäldern. Sie sind gelegentlich in Höhen von 350 m, meist aber von 800 bis 2000 m zu finden. Azurkopftangaren ernähren sich von Beeren (zum Beispiel von Miconia-Arten), Früchten und Insekten.

## Systematik und Verbreitung
Die Erstbeschreibung erfolgte 1837 durch Alcide Dessalines d’Orbigny und Frédéric de Lafresnaye unter dem wissenschaftlichen Namen Aglaia cyanicollis. Erst später wurde sie der Gattung Tangara zugeordnet.

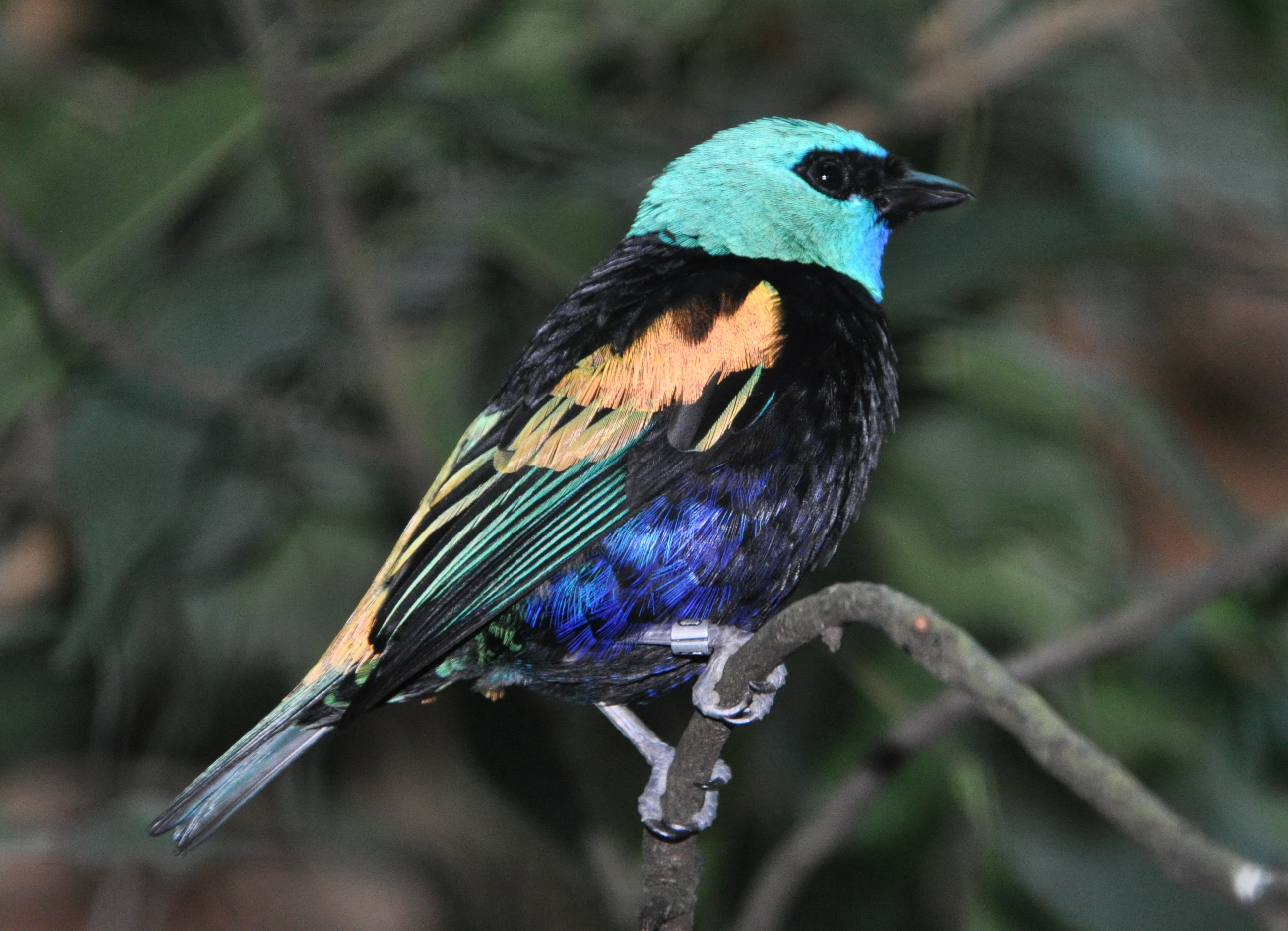
Azurkopftangare (Tangara cyanicollis)

Es sind sieben Unterarten beschrieben:
- Stilpnia cyanicollis albotibialis Traylor, 1950 – Veadeiros (Goiás), im Osten Zentralbrasiliens.
- Stilpnia cyanicollis caeruleocephala (Swainson, 1838) – Kolumbien bis Nordperu.
- Stilpnia cyanicollis cyanicollis (d’Orbigny & Lafresnaye, 1837) – Östliche Anden von Peru und nach Süden bis Bolivien.
- Stilpnia cyanicollis cyanopygia (Berlepsch & Taczanowski, 1884) – Gesamte westliche Anden Ecuadors.
- Stilpnia cyanicollis granadensis (Berlepsch, 1884) – Kolumbianische Anden.
- Stilpnia cyanicollis hannahiae (Cassin, 1864) – Nordkolumbien und Bergregionen Venezuelas.
- Stilpnia cyanicollis melanogaster Cherrie & Reichenberger, 1923 – Isolierte Population in der Tiefebene des Amazonasbeckens in Zentralbrasilien und in Zentralbolivien.